# Dissoptera gressitti
Dissoptera gressitti är en tvåvingeart som beskrevs av Tokuichi Shiraki 1963. Dissoptera gressitti ingår i släktet Dissoptera och familjen blomflugor. Inga underarter finns listade i Catalogue of Life.